# Dolichomitus dux
Dolichomitus dux là một loài tò vò trong họ Ichneumonidae.